# طوبين زبابي نحيل
الطوبين الزبابي النحيل (الاسم العلمي: Uropsilus gracilis)، هو نوع من الثدييات يتبع فصيلة الطوبينيات. يتواجد في الصين وميانمار.